# クレデン＝カップ＝シザン
クレデン＝カップ＝シザン （Cléden-Cap-Sizun、ブルトン語:Kledenn-ar-C'hab）は、フランス、ブルターニュ地域圏、フィニステール県のコミューン。

## 概要
クレデン＝カップ＝シザンはラ岬近郊にあり、北は乾燥した崖に、南から端まではプロゴフとプリムランとの境界となっている緑の谷と接している。
エマニュエル・ランシエ、シャルル・コテ、アンドレ・ドーシェズといった多くの画家たちがクレデン＝カップ＝シザンの海岸や田園地帯を描いた。

## 人口統計
| 1962年 | 1968年 | 1975年 | 1982年 | 1990年 | 1999年 | 2006年 | 2010年 |
| ------ | ------ | ------ | ------ | ------ | ------ | ------ | ------ |
| 2079   | 1949   | 1640   | 1420   | 1181   | 1037   | 972    | 1014   |

参照元:1999年までEHESS、2000年以降INSEE

## ギャラリー

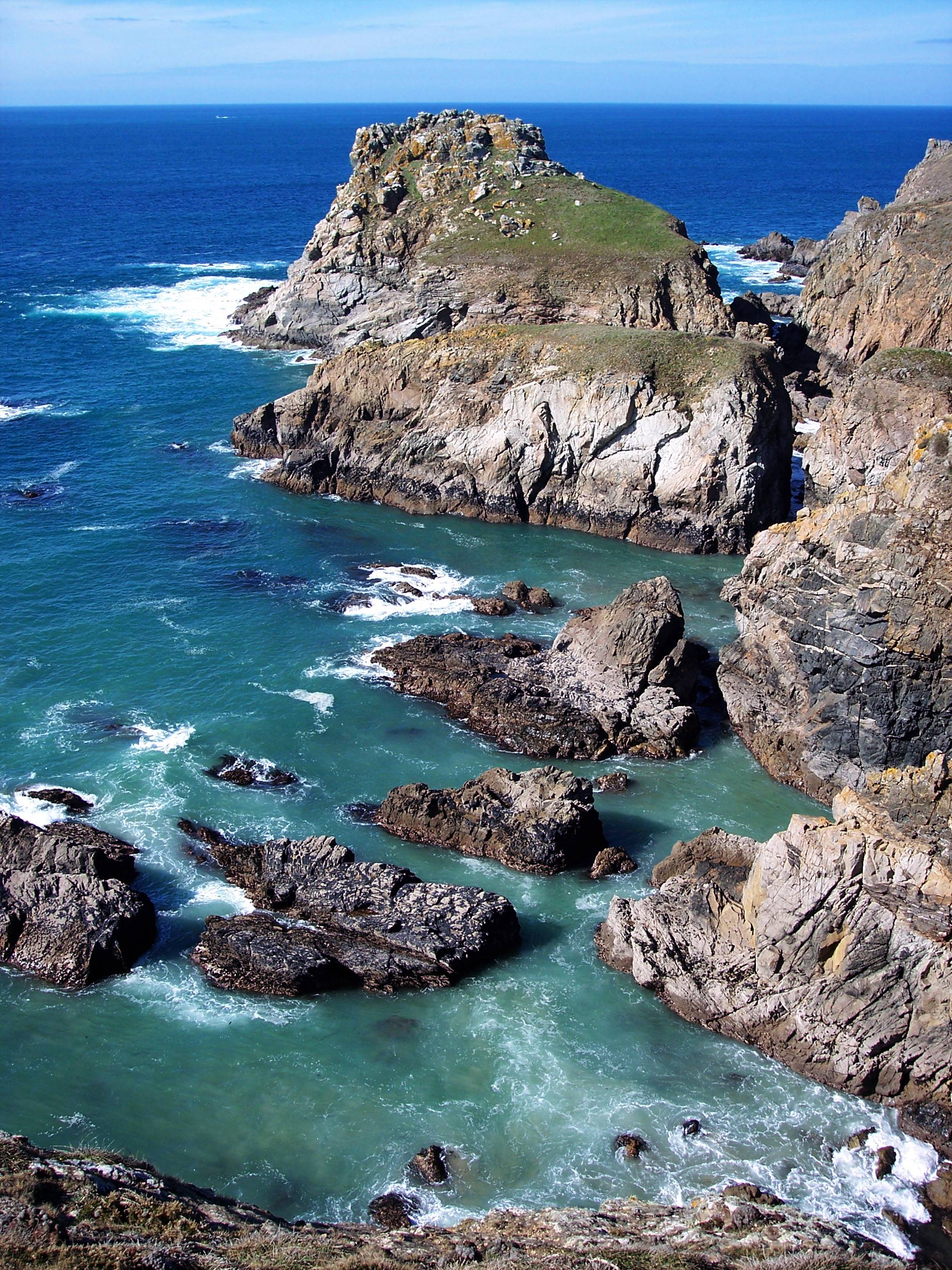
ヴァン岬
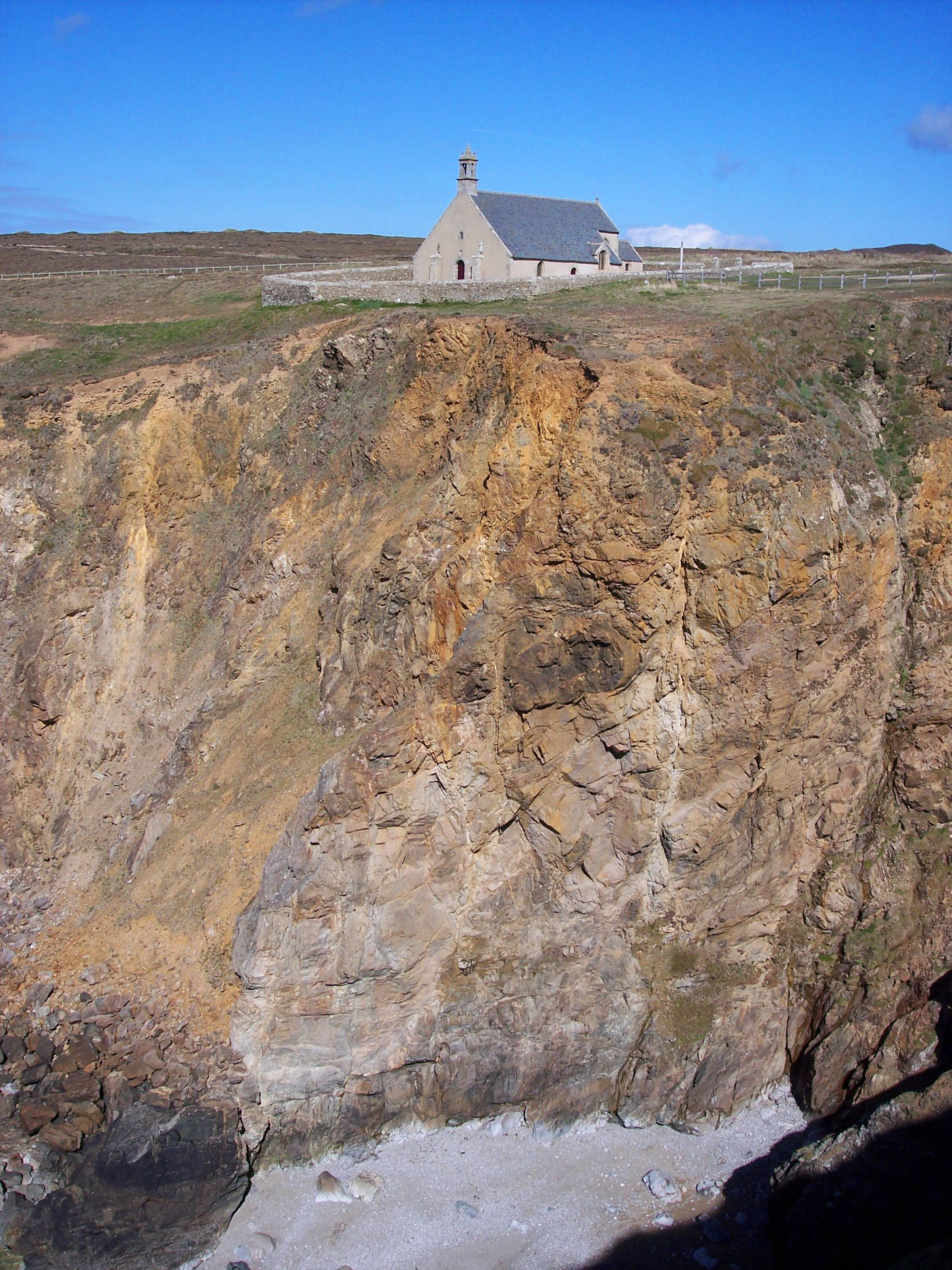
サン・テイ礼拝堂
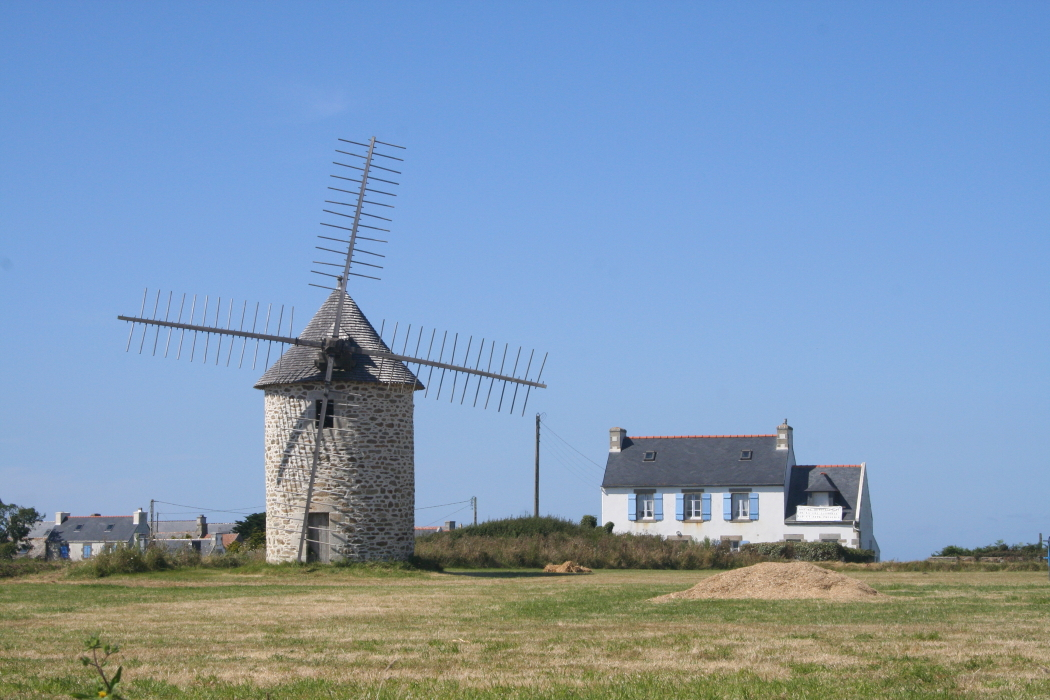
トルゲルの風車

## 姉妹都市
- バリーデホブ、アイルランド